# Децим Лаберій
Деци́м Лабе́рій (106 — 43 роки до н. е.) — давньоримський письменник, майстер жанру мім часів пізньої Римської республіки.

## Життєпис
Стосовно місця народження Лаберія немає відомостей. Він належав до давньоримського стану вершників. Як забавку складав міми. У часи Помпея, Цицерона та Цезаря він та Публій Сір були найвідомішими авторами мімічних творів. За переконаннями Лаберій був республіканцем й багато з його творів присвячена критиці Гая Цезаря. Окрім того темами Лаберія були побутові сценки, багато буффонади. Утім як для вершника складання мімів було не зовсім природно і в покарання Цезар наказав Лаберію у 46 році до н. е. виступити на сцені зі своїми творами у змаганні з Публієм Сіром. Це тягло за собою позбавлення звання вершника. У результаті Децим Лаберій переміг свого суперника й Цезар подарував йому 500 тисяч сестерціїв й каблучку вершника, що повернуло Лаберія до колишнього стану.
З робіт Лаберія відомо 43, але до тепер зберіглося лише 150 віршів. Найпопулярнішими є «Повни», «Салінатор» та «Діва».